# ズンズンブロック
『ズンズンブロック』（ZunZun Block）はタイトーから1979年にリリースされたブロックくずしタイプのアーケードゲームである。
サーブボタン、パドルを操作してブロックを消して行くルールで、時間経過によりブロックが下りてくる。画面を横切る風車にボールを当てればブロックの位置が上昇する。ボールを受け損ねるとミス。手持ちのボールが無くなったらゲームオーバーとなる。
- 本作品は家庭用ゲーム機への移植の方は、隠しゲームを含めて行われていない。